# Justin Steinkötter
Justin Steinkötter (* 26. September 1999) ist ein deutscher Fußballspieler, der als Stürmer eingesetzt wird. Er ist derzeit beim TSV 1860 München in der 3. Liga unter Vertrag.

## Karriere
Am zwölften Spieltag der Saison 2017/18 gab Steinkötter sein Debüt für die erste Mannschaft von Preußen Münster in der 3. Liga, als er bei der 0:1-Niederlage gegen die SpVgg Unterhaching in der 76. Spielminute eingewechselt wurde. In der Winterpause der Saison 2017/18 wechselte er in die U19 von Borussia Mönchengladbach, nachdem er in der A-Junioren-Bundesliga 14 Tore in 13 Spielen erzielt hatte.
Zur Saison 2021/22 unterschrieb Steinkötter beim Drittligisten 1. FC Saarbrücken einen Vertrag bis 2023. Nach Vertragsende wechselte er in die Regionalliga West zu Fortuna Köln.
Im Sommer 2024 schloss er sich TSV Steinbach Haiger in der Regionalliga Südwest an.
Im Sommer 2025 wechselte er in die 3. Liga zum TSV 1860 München.